# François Sermon
François Sermon, né le 31 mars 1923, et mort le 18 mars 2013, est un footballeur international belge, qui évoluait comme milieu offensif. Il joue toute sa carrière au RSC Anderlecht, avec lequel il remporte les quatre premiers titres de champion de Belgique du club. Il joue également neuf matches avec les Diables Rouges entre 1945 et 1951. Il met un terme à sa carrière en 1953.

## Carrière
François Sermon rejoint le Sporting d'Anderlecht en 1939, d'abord dans les équipes de jeunes. En 1941, il fait ses débuts en équipe première, aux côtés du buteur Jef Mermans, tout juste transféré de Borgerhout. Ils forment un redoutable duo offensif, qui permet au club bruxellois de remporter les quatre premiers titres de son Histoire entre 1947 et 1951. Il est également appelé neuf fois en équipe nationale belge, inscrivant deux buts lors de son premier match, une victoire 2-1 contre la France. Il reste à Anderlecht jusqu'en 1953, année où il décide d'arrêter sa carrière de joueur. Il dispute au total 273 matches de championnat pour le club bruxellois, inscrivant 69 buts.
François Sermon était le dernier survivant de l'équipe qui remporta le premier titre d'Anderlecht en 1947.

### Palmarès
- 4 fois champion de Belgique en 1947, 1949, 1950 et 1951 avec Anderlecht.